# الصيرة (السدة)

تعديل مصدري - تعديل

الصيرة هي إحدى قرى عزلة الأعماس بمديرية السدة التابعة لمحافظة إب، بلغ تعداد سكانها 202 نسمة حسب تعداد اليمن لعام 2004.